# گلستان (سلسله)
گلستان (سلسله) (Golestan)، روستایی از توابع بخش فیروزآباد شهرستان سلسله در استان لرستان ایران است. زبان مردم این روستا لری به گویش لکی است.

## جمعیت
این روستا در دهستان فیروزآباد قرار دارد و بر اساس سرشماری مرکز آمار ایران در سال ۱۳۹۵، جمعیت آن ۵۶ نفر بوده که ۲۹ نفر مرد و ۲۷ نفر زن بوده اند. روستای گلستان دارای ۱۴ خانوار می باشد.